# 안자이 가이토
안자이 가이토(일본어: 安西 海斗, 1998년 2월 19일~)는 일본의 축구 선수이다.

## 구단 경력
그는 2016년 J1리그의 가시와 레이솔에 입단했다. 2017년 7월 J2리그의 몬테디오 야마가타로 이적했다. 2018년까지 25경기에 출전.